# Jean-Baptiste Meyer
Jean-Baptiste Meyer, né le 13 octobre 1750 à Mazamet (Tarn), mort le 18 octobre 1830 à Villeneuve-les-Chanoines (Aude), est un homme politique de la Révolution française.

## Biographie
La France devient une monarchie constitutionnelle en application de la constitution du 3 septembre 1791. Le même mois, Jean-Baptiste Meyer, alors médecin et marie de Mazamet, est élu député suppléant du département du Tarn, le deuxième sur trois, à l'Assemblée nationale législative, où il n'est pas appelé à siéger. 
La monarchie prend fin à l'issue de la journée du 10 août 1792 : les bataillons de fédérés bretons et marseillais et les insurgés des faubourgs de Paris prennent le palais des Tuileries. Louis XVI est suspendu et incarcéré, avec sa famille, à la tour du Temple.
En septembre 1792, Jean-Baptiste Meyer, devenu administrateur du département, est élu député du Tarn, le neuvième et dernier, à la Convention nationale.  
Il siège sur les bancs de la Plaine. Lors du procès de Louis XVI, il vote la mort, vote en faveur de l'appel au peuple mais rejette le sursis à l'exécution de la peine. En avril 1793, il vote en faveur de la mise en accusation de Jean-Paul Marat. En mai, il vote en faveur du rétablissement de la Commission des Douze. En nivôse an III (décembre 1794), il est élu membre de la Commission des Vingt-et-Un, chargée d'examiner la conduite des anciens membres du Comité de Salut public (Bertrand Barère, Jacques-Nicolas Billaud-Varenne et Jean-Marie Collot-d'Herbois). 
Sous le Directoire, en vendémiaire an IV (octobre 1795), Jean-Baptiste Meyer est réélu député du Tarn et siège au Conseil des Cinq-Cents. Il est tiré au sort pour quitter Conseil en prairial an VI (mai 1798). Le même mois, il est élu député au Conseil des Anciens. 
Meyer adhère au coup d’État du 18 brumaire an VIII (9 novembre 1799). Sous le Consulat, il est nommé membre du Corps législatif où il siège jusqu'en 1803.  
Jean-Baptiste Meyer est frappé par la loi du 12 janvier 1816 pour avoir voté la mort de Louis XVI, quoique conditionnée, et pour avoir adhéré à l'Acte additionnel durant les Cent-Jours. Il s'exile à Saint-Gall en Suisse. Il rentre en France en 1829 et meurt l'année suivante.
Une école maternelle et une rue portent son nom à Mazamet.

### Sources
« Jean-Baptiste Meyer », dans Adolphe Robert et Gaston Cougny, Dictionnaire des parlementaires français, Edgar Bourloton, 1889-1891 [détail de l’édition]